# Новопетровське сільське поселення (Аромашевський район)
Новопетро́вське сільське поселення (рос. Новопетровское сельское поселение) — муніципальне утворення у складі Аромашевського району Тюменської області, Росія.
Адміністративний центр — село Новопетрово.

## Історія
2015 року до складу поселення передано селище Новопетрово Вагайського району.

## Населення
Населення — 883 особи (2020; 912 у 2018, 1013 у 2010, 1211 у 2002).

## Склад
До складу поселення входять такі населені пункти:
| Населений пункт        | Населення, осіб (2002) | Населення, осіб (2010) |
| ---------------------- | ---------------------- | ---------------------- |
| Ангарка, присілок      | 191                    | 163                    |
| Балахлей, присілок     | 91                     | 74                     |
| Нові Юрти, присілок    | 365                    | 297                    |
| Новопетрово, село      | 263                    | 245                    |
| Новопетрово, селище    | -                      | -                      |
| Новоуфімська, присілок | 174                    | 150                    |
| Ольгина, присілок      | 6                      | 1                      |
| Уткарма, присілок      | 121                    | 83                     |